# Fabiana Britto
Fabiana Britto é uma modelo brasileira que ficou notoriamente conhecida por estrelar um ensaio sensual para a revista Playboy de Portugal, ganhando o título de “revista mais vendida” em Portugal devido ao recorde de vendas. Também entrou em uma polêmica com a italiana Paola Caruso, quando debatiam sobre cirurgias plásticas durante o programa “Pomeriggio 5”, transmitido em uma das emissoras de Silvio Berlusconi.
A modelo já fez uma participação especial reality Grande Fratello, versão italiana da franquia Big Brother, sendo reconhecida na Europa e no Brasil por ser uma das primeiras brasileiras a entrar no Big Brother italiano.
Fabiana já trabalhou dois anos como assistente de palco, além de ter participado no Quelli Che il Calcio, programa italiano de futebol. Hoje faz participações como comentarista no Pomeriggio 5, programa de fofocas e entretenimento. Já fotografou para um calendário editorial no Milan Football Club, onde já jogaram diversos jogadores brasileiros famosos, como Ronaldinho e Pato.